# Rio Ribeirinha
O rio Ribeirinha é um  curso de água que banha o estado do Paraná.